# 良家駅
良家駅（リャンガえき、朝鮮語: 량가역）は、朝鮮民主主義人民共和国咸鏡南道北青郡良家里にある駅で、徳城線に属する。 

## 歴史
- 1929年9月20日：開業。

## 隣の駅
徳城線
新北青駅 - 良家駅 - 北青駅